# Ibn Badža
Ibn-abu-Bakr Mohamed ibn-Jahja ibn as-Sajigh at-Tudžibi al-Andalusi as-Sarakusti (arabsko أبو بكر محمد بن يحيى بن الصائغ), znan kot Ibn Badža (Badžah, Bajjah) (arabsko ابن باجة, latinizirano Avempace, tudi Avenpace), špansko-arabski polihistor: filozof, znanstvenik, zdravnik, glasbenik, astronom, logik, fizik, psiholog in pesnik, * 1095, Saragosa, Španija, † 1138, Fes, Maroko.

## Življenje in delo
Živel je v Granadi in Saragosi. Napisal je več razprav o astronomiji, v katerih je kritiziral Ptolemejevo delo in na ta način pripravil pot Ibn Tufajlu in Al-Bitrudžiju. Njegove druge razprave govorijo o
zdravnikih, ki jih je navajal Ibn Al-Bajtar, in o medicini. Močno so vplivale na Ibn Rušda.
Njegovo najpomembnejše delo, ki se je edino, poleg oprostilnega pisma nekemu prijatelju, ohranilo, je nedokončana filozofska razprava Način življenja osamljenih (Tadbir al-Mutavahid}, latinsko De regimine solitarii), ki je prišlo do nas le v hebrejskem prevodu. V knjigi je hotel prikazati kako lahko človek brez pomoči doseže združitev z aktivnim razumom in na drugi strani, da je cilj filozofije postopna popolnost ljudskega duha s pomočjo božanskega duha.
V astronomiji se odpove epiciklom, ne pa tudi sferični urejenosti sveta.
Leta 1138 je bil verjetno umorjen, star 43 let. Njegove misli je naprej razvil Ibn Tufajl. Muslimanski biografi so ibn Badži očitali brezboštvo.